# بيل هانسن
بيل هانسن (بالإنجليزية: Bill Hansen)‏ هو سياسي أمريكي، ولد في 11 مارس 1931 في سيدار فولز في الولايات المتحدة. حزبياً، نشط في الحزب الجمهوري. وقد انتخب عضو مجلس ولاية آيوا.